# Sóc chuột đuôi đỏ
Neotamias ruficaudus là một loài động vật có vú trong họ Sóc, bộ Gặm nhấm. Loài này được A. H. Howell mô tả năm 1920.